# كولين بروكس (دراج)
كولين بروكس (بالإنجليزية: Colin Brooks)‏ هو دراج بريطاني. شارك في دورة الألعاب الأولمبية الصيفية وفاز بميدالية أولمبية.

## الميداليات
| الميدالية | المسابقة                       |
| --------- | ------------------------------ |
| برونزية   | الألعاب الأولمبية الصيفية 1908 |

## روابط خارجية
- كولين بروكس على موقع أرشيف الدراجات (الإنجليزية)
- كولين بروكس على موقع اللجنة الأولمبية الدولية (الإنجليزية)
- كولين بروكس على موقع أوليمبيديا (الإنجليزية)